# Ambonembia adspersa
Ambonembia adspersa är en insektsart som först beskrevs av Günther Enderlein 1909.  Ambonembia adspersa ingår i släktet Ambonembia och familjen Archembiidae. Inga underarter finns listade i Catalogue of Life.